# Slag bij Basing
De Slag bij Basing was een veldslag die op 22 januari 871 werd uitgevochten tussen het koninkrijk Wessex en de Vikingen. De slag maakte onderdeel uit van de invasie van de Vikingen in Wessex van dat jaar. De Vikingen hadden hun kamp in Reading opgeslagen en voerden vanaf daar hun campagnes uit. Voorafgaand aan de slag bij Basing waren er al verschillende veldslagen geweest met overwinning aan beide zijden, maar er was echter geen vooruitgang geboekt.
Twee weken na de Slag bij Ashdown troffen de twee legers elkaar weer bij Basing. Het Saksische leger werd geleid door koning Ethelred I. Het Saksische leger werd verslagen, maar net zoals de voorgaande slagen leverde het weinig op. Twee maanden later volgde de Slag bij Marton en kort daarop stierf ook koning Ethelred.